# ریچارد آنتونی پروکتور
ریچارد آنتونی پروکتور (انگلیسی: Richard A. Proctor; ۲۳ مارس ۱۸۳۷ – ۱۲ سپتامبر ۱۸۸۸) دانشمند در زمینه اخترشناسی اهل پادشاهی متحد بریتانیای کبیر و ایرلند بود. وی به‌خاطر تولید یکی از نخستین نقشه‌های اولیهٔ مریخ در سال ۱۸۶۷ از ۲۷ نقاشی توسط رصد کنندهٔ انگلیسی ویلیام راتر داوز به یادگار مانده‌است. نقشهٔ او بعداً توسط نقشه‌های جووانی اسکیاپارلی و اوژن آنتونیادی جایگزین شد و نامگذاری وی کنار گذاشته شد (به عنوان مثال «دریای قیصر» او به (Syrtis Major Planum) سیرت بزرگ تبدیل شد).
او با استفاده از نقاشی‌های قدیمی مریخ که مربوط به سال ۱۶۶۶ است، سعی کرد روز غیر واقعی مریخ را تعیین کند. برآورد نهایی وی، در سال ۱۸۷۳، ۲۴ ساعت ۳۷ دقیقه و ۲۲٫۷۱۳ ثانیه بود، که بسیار نزدیک به مقدار مدرن ۲۴ ساعته ۳۷ دقیقه و ۲۲٫۶۶۳ ثانیه است.
دهانهٔ پروکتور در مریخ به نام وی نامگذاری شده‌است.